# 绍约迈尔切
绍约迈尔切，是匈牙利包尔绍德-奥包乌伊-曾普伦州所辖的一个村。总面积11.18平方公里，总人口222，人口密度19.9人/平方公里（2011年1月1日）。